# ماغي (مانغا)
ماغي : متاهة السحر (باليابانية: マギ) (بالإنجليزية: Magi: The Labyrinth of Magic)‏ هو أنمي بثت أول حلقة منه في 7 أكتوبر 2012 وأنتهى الموسم الأول في 31 مارس 2013 ، وقد بث الموسم الثاني في خريف 2013 ، مقتبسة قصته من قصص ألف ليلة وليلة العربية .

## القصة
تدور القصة حول الصبي علاء الدين الذي حبس في غرفة معزولا عن العالم منذ ولادته، ثم تم السماح له بالخروج لإستكشاف العالم واكتشاف هويته،
أفضل صديق لعلاء الدين هو الناي الذي بداخله الجني (المارد) "أوغو"، بعد فترة يكتشف علاء الدين بأنه (ماغي) أي الساحر الذي يختار الملوك الذين يحكمون العالم بطريقة صحيحة، ومن خلال رحلته ومغامراته يتعرف علاء الدين على علي بابا ومرجانة وسندباد.

## الشخصيات
- علاء الدين (باليابانية: アラジン) مؤدي الصوت: كاوري إيشيهارا.
- علي بابا (باليابانية: アリババ) مؤدي الصوت: يوكي كاجي.
- مُرجانة (باليابانية: モルジアナ) مؤدي الصوت: هاروكا توماتسو.
- أوغو (باليابانية: ウーゴ) مؤدي الصوت: توشيوكي موريكاوا.
- أحمد
- قاسم (باليابانية: カシム) مؤدي الصوت: جون فوكوياما.
- سندباد (باليابانية: シンドバッド) مؤدي الصوت: دايسكي أونو.
- شهرزاد
- جودال (باليابانية: ジュダル) مؤدي الصوت: ريوهيه كيمورا.
- يونان (باليابانية: ユナン) مؤدي الصوت: أكيرا إيشيدا.
- أسراء (باليابانية: エスラ) مؤدي الصوت: يوكو هيكاسا.
- بدر (باليابانية: バドﾙ) مؤدي الصوت: كاتسويوكي كونيشي.
- هاكريو
- كوين
- اكوي
- كوجيوكو
- مسرور (باليابانية: マスルール) مؤدي الصوت: يوشيماسا هوسويا.
- دنيا
- زينب (باليابانية: ザイナブ) مؤدي الصوت: أكينو واتانابي.
- حسن (باليابانية: ハッサン)
- دراكون (باليابانية: ドラコーン) مؤدي الصوت: توموكازو سوغيتا.
- سباتروس (باليابانية: スパルトス) مؤدي الصوت: واتارو هاتانو.
- هيناهوهو (باليابانية: ヒナホホ) مؤدي الصوت: كيجي فوجيوارا.
- جعفر (باليابانية: ジャーファル) مؤدي الصوت: تاكاهيرو ساكوراي.
- هاكيوي
- سحمد
- هاكوي
- كومي
- كوين دونو
- كوغوكو
- كاكوبن
- كوتوكو
- كيوكن
- هاكوريو
- هاكوتوكا
- كوكويكو
- كويفكو
- فينيا
- هاوكي
- رين جيوكين
- هاويكي
- هاروين
- سفينتوس
- تيتوس اليكسس
- ماتال
- يونن
- مارغا
- مايرز
- ياموراها (باليابانية: ヤムライハ) مؤدي الصوت: يوي هوريه.
- سانا
- يامرايها
- ايرين
- مايرز
- نيرفا
- اغناتيوس
- مو الكيموس
- رورو
- ميرون
- توتو (باليابانية: トト) مؤدي الصوت: كانا أسومي.

والكثير غيرهم

## روابط خارجية
- ماغي على موقع ANN manga (الإنجليزية)